# Pompeii
Pompeii – utwór brytyjskiego zespołu Bastille, który znalazł się na ich debiutanckim albumie studyjnym pt. Bad Blood. Utwór wydany został 11 stycznia 2013 roku przez wytwórnię Virgin Records jako czwarty singel z debiutanckiej płyty. Twórcą tekstu piosenki jest Dan Smith, który wraz z Markiem Crew zajął się jego produkcją. Do singla nakręcono także teledysk, a jego reżyserem był Jesse John Jenkins. Singel dotarł do 1. miejsca na liście Irish Singles Chart.

## Pozycje na listach przebojów
| Kraj              | Lista (2013-14)         | Pozycja | Status             |
| ----------------- | ----------------------- | ------- | ------------------ |
| Australia         | Top 50 Singles          | 4       | 3× platynowa płyta |
| Austria           | Singles Top 75          | 3       | –                  |
| Belgia (Flandria) | Ultratop 50             | 3       | platynowa płyta    |
| Belgia (Wallonia) | Ultratop 50             | 35      | platynowa płyta    |
| Czechy            | Hitparáda Radio Top 100 | 6       | –                  |
| Dania             | Tracklisten Top 40      | 21      | 2× platynowa płyta |
| Francja           | Top 200 Singles         | 96      | –                  |
| Holandia          | Single Top 100          | 18      | –                  |
| Irlandia          | Top 50 Singles          | 1       | –                  |
| Izrael            | Top 10 Airpay Songs     | 4       | –                  |
| Kanada            | Canadian Hot 100        | 6       | 3× platynowa płyta |
| Niemcy            | Top 100 Singles         | 6       | złota płyta        |
| Norwegia          | Top 20 Singles          | 13      | –                  |
| Nowa Zelandia     | Top 40 Singles          | 8       | platynowa płyta    |
| Polska            | Airplay Top 20          | 4       | –                  |
| Stany Zjednoczone | Billboard Hot 100       | 5       | 3× platynowa płyta |
| Stany Zjednoczone | Alternative Songs       | 1       | 3× platynowa płyta |
| Stany Zjednoczone | Hot Rock Songs          | 1       | 3× platynowa płyta |
| Szwajcaria        | Singles Top 75          | 5       | złota płyta        |
| Szwecja           | Top 60 Singles          | 6       | 3× platynowa płyta |
| Wielka Brytania   | Singles Top 100         | 2       | platynowa płyta    |
| Włochy            | Top 20 Singles          | 2       | –                  |